# Poteet, Texas
Poteet là một thành phố thuộc quận Atascosa, tiểu bang Texas, Hoa Kỳ. Năm 2010, dân số của xã này là 3260 người.

## Dân số
- Dân số năm 2000: 3305 người.
- Dân số năm 2010: 3260 người.